# Marco Mazzarello
Marco Mazzarello (Genova, 19 settembre 1971) è un fumettista italiano.

## Alla Disney
Mazzarello giunge alla Disney Italia nel 1994, cominciando a collaborare con la maggior parte delle sue testate: esordisce sul numero 169 del mensile Paperino (datato luglio 1994) con la storia Paperino "Mister Sabbiadoro" scritta da Carlo Panaro; due anni dopo giunge alla redazione di Topolino, realizzando la storia Battista e gli elettrodomestici d'annata, scritta da Giorgio Pezzin e pubblicata sul numero 2101 del settimanale, datato 5 marzo.
Nel corso degli anni realizza numerose storie dando inizio nel 2004 ad una collaborazione con il vulcanico sceneggiatore Casty, realizzando con quest'ultimo storie memorabili come Topolino e l'enigmatico enigmistico (2004), Topolino e la dilagante scherzelletta (2004), Topolino e il mistero dei tergicristalli (2005).
Grande illustratore di copertine, nel 2007 realizza, su testi di Fausto Vitaliano, la lunga storia Tutti i milioni di Paperone.